# 168 p.n.e.
| [ Edytuj tabelę ] | |
| Król Armenii      | - 188 p.n.e. Artakses I 165 p.n.e.                                                                                 |
| Król Baktrii      | - 170 p.n.e. Eukratydes I 145 p.n.e.                                                                               |
| Król Bitynii      | - 182 p.n.e. Prusjasz II 149 p.n.e.                                                                                |
| Cesarz Chin       | - 180 p.n.e. Han Wendi 157 p.n.e.                                                                                  |
| Władca Egiptu     | - 180 p.n.e. Ptolemeusz VI 145 p.n.e. - 173 p.n.e. Kleopatra II 115 p.n.e. - 170 p.n.e. Ptolemeusz VIII 163 p.n.e. |
| Król Ilirii       | - 181 p.n.e. Gentios 168 p.n.e. - 168 p.n.e. Ballajos 135 p.n.e.                                                   |
| Król Kapadocji    | - 220 p.n.e. Ariarates IV 163 p.n.e.                                                                               |
| Władca Korei      | - 194 p.n.e. Wiman 161 p.n.e.                                                                                      |
| Król Macedonii    | - 179 p.n.e. Perseusz Antygonida 168 p.n.e.                                                                        |
| Król Numidii      | - 206 p.n.e. Masynissa 148 p.n.e.                                                                                  |
| Król Partów       | - 171 p.n.e. Mitrydates I 138 p.n.e.                                                                               |
| Władca Pergamonu  | - 197 p.n.e. Eumenes II 159 p.n.e.                                                                                 |
| Król Pontu        | - 185 p.n.e. Farnakes I 159 p.n.e.                                                                                 |
| Władca Seleucydów | - 175 p.n.e. Antioch IV Epifanes 164 p.n.e.                                                                        |
| Król Tracji       | - 171 p.n.e. Kotys IV 167 p.n.e.                                                                                   |

Rok 168 p.n.e.
stulecia: III wiek p.n.e. ~
II wiek p.n.e. ~
I wiek p.n.e.

lata: 178 p.n.e. «
172 p.n.e. «
171 p.n.e. «
170 p.n.e. «
169 p.n.e. «
168 p.n.e. »
167 p.n.e. »
166 p.n.e. »
165 p.n.e. »
164 p.n.e. »
158 p.n.e.

## Wydarzenia
- 22 czerwca – Bitwa pod Pydną: wojska rzymskie dowodzone przez Lucjusza Emiliusza Paulusa Macedońskiego zniszczyły armię Perseusza w ciągu jednej godziny, co zapoczątkowało dominację Rzymu w świecie hellenistycznym.

- Podbój Macedonii przez Rzym.
- Koniec VI wojny syryjskiej.
- Koniec III wojny macedońskiej.
- Katon napisał dzieło o rolnictwie - De agricultura.
- Pakuwiusz wystawił w Rzymie tragedię historyczną - Paullus.